# Mi romance secreto
My Secret Romance (en hangul, 애타는 로맨스; romanización revisada, Aetaneun romaenseu) es una serie de televisión surcoreana protagonizada por Sung Hoon y Song Ji Eun, emitida por OCN desde el 17 de abril, hasta el 30 de mayo de 2017.

## Sinopsis
Mientras Cha Jin Wook (Sung Hoon) y Yoo Mi (Song Ji Eun) se conocen en un complejo turístico ubicado en la provincia de Gangwon, se ven envueltos en una serie de malentendidos y accidentes. Inicialmente, Yoo Mi queda encantada por la personalidad astuta y cómica de Jin Wook. Inesperadamente terminan pasando la noche juntos, sin embargo, al día siguiente ella desaparece dejándolo perplejo e irracionalmente molesto. 
Tres años después, los dos se reencuentran cuando Yoo Mi comienza a trabajar como nutricionista de la empresa en donde Jin Wook es el director. En un inicio Yoo Mi finge no recordar nada relacionado con Cha Jin Wook, lo que provoca la ira de Cha Jin Wook y lo lleva a crear distintas situaciones para que ella admita lo que sucedió entre ellos, mientras luchan por la atracción que sienten. Finalmente, Yoo Mi admite que recuerda lo que pasó entre ellos dos y Jin Wook le pregunta la razón por la cual lo había dejado. No obstante, pese al deseo de Jin Wook de querer vengarse de Yoo Mi por lo sucedido, inmediatamente cambia de parecer y decide ganarse su corazón.

## Reparto

### Personajes principales
- Sung Hoon como Cha Jin Wook.[2]
- Song Ji Eun como Lee Yoo Mi.
- Kim Jae-young como Jung Hyun Tae.
- Jung Da Sol como Joo Hye Ri.

### Personajes secundarios
- Park Shin Woon como Jang Woo Jin.
- Nam Ki-ae como Jo Mi Hee.
- Lim Do Yoon como Kang Je Ni.
- Kim Si Young como Wang Bok Ja.
- Baek Seung Heon como Lee Shin Hwa.
- Lee Hae In como Jang Eun Bi.
- Joo Sang Hyuk como Dong Goo.
- Kim Jong Goo como Cha Dae Bok.
- Lee Kan Hee como Kim Ae Ryung.
- Jeon So Min como Chica del club.

## Producción
Fue dirigida por Kang Chul Woo y contó con los escritores Kim Ha Na y Kim Young Yoon. La producción estuvo a cargo de Jeon Joo Ae, Park Hyun y Kim Jong Won, con el apoyo de los ejecutivos Kang Seong Wook, Park Suk y Lee Hyung Hee. Mi romance secreto fue seleccionada en el "2015 Top Creator Audition" realizada por el KOCCA. Asimismo, fue la primera serie de OCN emitida en su horario y con temática romántica.

## Banda sonora
Parte 1
| N.º | Título            | Artista                | Duración |  |
| 1.  | «Same» (똑같아요) | Song Ji-eun, Sung Hoon | 04:18    |  |
| 2.  | «Same» (Inst.)    |                        | 04:18    |  |

Parte 2
| N.º | Título                                  | Artista       | Duración |  |
| 1.  | «You Are the World of Me» (너뿐인 세상) | Roiii         | 03:49    |  |
| 2.  | «You Are the World of Me» (Singer Ver.) | Lee Shin-sung | 03:49    |  |
| 3.  | «You Are the World of Me» (Inst.)       |               | 03:49    |  |

Parte 3
| N.º | Título                   | Artista                                                                | Duración |  |
| 1.  | «Love Song» (이상해져가) | Eun Ji-won (Sechs Kies) Lee Su-hyun (I.B.I/DAYDAY) Kim Eun-bi (DAYDAY) | 03:46    |  |
| 2.  | «Love Song» (Inst.)      |                                                                        | 03:46    |  |

Parte 4
You Are the World of Me (너뿐인 세상)

## Audiencia
NR Denota que el drama no se clasificó en los 10 programas diarios más importantes en esa fecha.
| Episodio | Fecha de transmisión original | Título del episodio                                 | Promedio de participación de audiencia | Promedio de participación de audiencia | Promedio de participación de audiencia |
| Episodio | Fecha de transmisión original | Título del episodio                                 | Calificaciones de AGB Nielsel          | Calificaciones de AGB Nielsel          | Clasificaciones de TNmS                |
| Episodio | Fecha de transmisión original | Título del episodio                                 | A escala nacional                      | Área de la Capital Nacional de Seúl    | A escala nacional                      |
| -------- | ----------------------------- | --------------------------------------------------- | -------------------------------------- | -------------------------------------- | -------------------------------------- |
| 1        | 17 de abril de 2017           | "Una relación de una noche"                         | (NR)                                   | (NR)                                   | (NR)                                   |
| 2        | 18 de abril de 2017           | "Me has insultado profundamente''                   | (NR)                                   | (NR)                                   | (NR)                                   |
| 3        | 24 de abril de 2017           | "My Insides Flip Like Pancake"                      | (NR)                                   | (NR)                                   | (NR)                                   |
| 4        | 25 de abril de 2017           | "El secreto en el joyero"                           | (NR)                                   | (NR)                                   | (NR)                                   |
| 5        | 1 de mayo de 2017             | "Jugando con mi corazón"                            | (NR)                                   | (NR)                                   | (NR)                                   |
| 6        | 2 de mayo de 2017             | "Hazte responsable"                                 | (NR)                                   | (NR)                                   | (NR)                                   |
| 7        | 8 de mayo de 2017             | "Así es como se hacen los negocios"                 | (NR)                                   | (NR)                                   | (NR)                                   |
| 8        | 15 de mayo de 2017            | "Eres mi Almohadicienta"                            | (NR)                                   | (NR)                                   | (NR)                                   |
| 9        | 16 de mayo de 2017            | "Dime la verdad"                                    | (NR)                                   | (NR)                                   | (NR)                                   |
| 10       | 22 de mayo de 2017            | "Una proposición de despedida"                      | (NR)                                   | (NR)                                   | (NR)                                   |
| 11       | 23 de mayo de 2017            | "Soy la única persona que no puede salir con nadie" | (NR)                                   | (NR)                                   | (NR)                                   |
| 12       | 29 de mayo de 2017            | "Es hora de despertar de este sueño"                | (NR)                                   | (NR)                                   | (NR)                                   |
| 13       | 30 de mayo de 2017            | "Eres mi mundo, esta noche"                         | (NR)                                   | (NR)                                   | (NR)                                   |

## Emisión internacional
- Filipinas: GMA (2017).
- Taiwán: ELTA y EBC (2017).
- Vietnam: VTV3 (2018).